# Victoria Beckham (album)
Singles
1. Not Such an Innocent Girl
Sortie :  17 septembre 2001
2. A Mind of Its Own
Sortie :  11 février 2002

Victoria Beckham est le premier et unique album solo de Victoria Beckham, publié le 1er octobre 2001 par Virgin Records. 
Album aux sonorités pop et R&B, Victoria Beckham est produit par une grande variété de producteurs, dont Johan Åberg, Kenneth Karlin, Steve Kipner, Rhett Lawrence, Harvey Mason Jr. et Soulshock. Victoria co-écrit neuf des douze chansons de l'album. 
Victoria est la dernière membre des Spice Girls à sortir un album solo. À sa sortie, Victoria Beckham reçoit des critiques mitigées. Il fait ses débuts à la 10e place des meilleures ventes au Royaume-Uni, devenant le deuxième album le moins vendu d'une Spice Girl derrière l'album Hot de Melanie B. L'album ne passe que quatre semaines dans les classements et se vend à 54 000 exemplaires en Grande-Bretagne. Au niveau international, l'album est un échec, n'entrant dans les charts qu'en Irlande tout en culminant à la vingtième place du classement ARIA Hitseekers Albums. En Australie, il atteint à la 1re place des charts.
Le premier single de l'album Not Such an Innocent Girl est publié le 17 septembre 2001 et fait ses débuts à la sixième place du UK Singles Chart, étant en concurrence avec le single de la chanteuse australienne Kylie Minogue Can't Get You Out of My Head. Le deuxième et dernier single A Mind of Its Own est promu exclusivement au Royaume-Uni, culminant également à la sixième place. Le troisième single prévu, I Wish, qui devait mettre en vedette Robbie Craig, est annulé en raison de l'annonce de la deuxième grossesse de Victoria.

## Historique
Après avoir triomphé avec leur premier opus Spice, qui avait déclenché la « Spice Mania », un phénomène de société mondial, équivalent à celui de la « Beatlemania,,,, », les Spice Girls commencent alors à travailler sur un projet de film et d'album tous deux intitulés Spiceworld.
En mai 1998, Geri Halliwell quitte le groupe à la suite d'une trop grande surexposition médiatique.
Emma, Melanie B, Melanie C et Victoria finissent d'enregistrer leur troisième album, Forever, qui sort finalement le 1er novembre 2000. Le premier single, Holler (sorti dans certains pays en double-face avec le titre Let Love Lead the Way) entre directement numéro 1 des charts britanniques. C'est le neuvième single des Spice Girls à prendre la tête du classement. Même si les singles lancés rencontrent un bon succès commercialement parlant, l'album est un succès modéré comparé aux deux précédents, se vendant tout de même à 4 millions d'exemplaires dans le monde. Les filles apparaissent très rarement ensemble et donnent quelques interviews séparément pour promouvoir le disque. On apprendra plus tard que le groupe (notamment Melanie C, elle-même en tournée solo au même moment) ne faisait plus preuve d'autant de motivation. Les carrières solos deviennent nettement prioritaires par rapport au groupe.
En 2001, les Spice Girls ne font plus aucune promotion pour leur dernier album, tout en confirmant que le groupe prend une pause, pour une durée indéterminée.
Le 14 août 2000, Victoria Beckham sort son premier single sans les Spice Girls Out Of Your Mind, une collaboration avec les DJ Truesteppers et le chanteur Dane Bowers du groupe Another Level. À la suite d'une énorme campagne publicitaire, Out Of Your Mind s'écoule à 180 584 exemplaires en première semaine, ce qui lui permet de se classer 2e. À la suite de ce succès, Victoria aborde alors son 1er disque solo.

## Singles
Le 17 septembre 2001, elle publie le 1er single de l'opus, intitulé Not Such an Innocent Girl. La chanson est un titre Pop-R&B, qui parle de l'autre facette qu'à la chanteuse. La chanson reçoit des critiques postives et est un succès en s’érigeant à la 6eme place au UK Single Chart,,. Le vidéoclip à l’esthétique futuriste en 3D montrant Victoria Beckham en train de chanter avec des courses de motos volantes, devient culte et est considéré comme l'un des plus beaux de ces trois dernières décennies,,.
Le 11 février 2002, un second extrait dénommé A Mind of Its Own, est commercialisé. La chanson pop, qui traite de la manière d'être soi-même, rencontre elle aussi le même succès en Angleterre, tout en se classant à la 6eme meilleure vente de singles,,. Le vidéoclip dévoile Victoria en train de gambader dans une forêt, tout en chantant dans un manoir, avec une multitude de feuilles
Le troisième single I Wish, est utilisé pour promouvoir l'album, mais ne sera jamais commercialisé physiquement. La version single de ce titre étant un remix en collaboration avec le chanteur Robbie Craig et sera interprété en direct à la télévision lors de l'émission Friday Night's All Wright. À la suite de l'annonce de la deuxième grossesse de Victoria, le single est abandonné et Victoria quitte Virgin Records,. Une déclaration officielle de sa porte-parole est faite disant que « personne n'a été mis à la porte. Le contrat passé avec Virgin est arrivé naturellement à sa fin et les deux parties ont décidé de ne pas continuer ensemble »[réf. souhaitée].

## Performance Commerciale
L'album est un succès, en atteignant la 10e place des meilleures ventes au Royaume-Uni et se vend à 52 016 exemplaires dès la 1re semaine de sa sortie. En Australie, il atteint à la 1re place des charts.

## Liste des pistes
| No  | Titre                     | Auteur                                                                   | Producteur(s)              | Durée |
| --- | ------------------------- | ------------------------------------------------------------------------ | -------------------------- | ----- |
| 1.  | Not Such an Innocent Girl | Steve Kipner (en), Andrew Frampton                                       | Kipner                     | 3:17  |
| 2.  | A Mind of Its Own         | Victoria Beckham, Kipner, Frampton                                       | Kipner                     | 3:48  |
| 3.  | That Kind of Girl         | Kipner, David Frank, Jack Kugell                                         | Kipner, Frank, Kugell      | 3:48  |
| 4.  | Like That                 | Beckham, Matt Prime                                                      | Prime                      | 4:01  |
| 5.  | Girlfriend                | Beckham, Harvey Mason, Jr., Damon Thomas, Dane Bowers, J. Valentine      | The Underdogs              | 2:57  |
| 6.  | Midnight Fantasy          | Beckham, Johan Åberg (en), P. Rein                                       | Åberg, Anders Hansson (en) | 3:15  |
| 7.  | I.O.U                     | Beckham, Frampton, Chris Braide (en)                                     | Frampton                   | 3:49  |
| 8.  | No Trix, No Games         | Beckham, Kipner, Frampton                                                | Kipner                     | 3:03  |
| 9.  | I Wish                    | Soulshock (en), Kenneth Karlin (en), Peter Biker (en), Eugene Wilde (en) | Soulshock and Karlin (en)  | 4:10  |
| 10. | Watcha Talkin' Bout       | Beckham, Schack, Karlin, N. Butler                                       | Soulshock & Karlin         | 3:51  |
| 11. | Unconditional Love        | Beckham, Rhett Lawrence (en)                                             | Lawrence                   | 3:50  |
| 12. | Every Part of Me          | Beckham, Schack, Karlin, E. Yancey, Butler                               | Soulshock & Karlin         | 5:11  |

| 13. | Not Such an Innocent Girl (Robbie Rivera's Main Vocal Mix) | Kipner, Frampton | Kipner |  |
| 14. | Not Such an Innocent Girl (Sunship Radio Edit)             | Kipner, Frampton | Kipner |  |

## Classements
| Chart (2001)                  | Peak position |
| ----------------------------- | ------------- |
| Australie                     | 20            |
| Irlande (IRMA)                | 69            |
| Japon                         | 11            |
| Écosse (OCC)                  | 20            |
| Turquie                       | 1             |
| Royaume-Uni (UK Albums Chart) | 10            |